# Argetoaia
Argetoaia – wieś w Rumunii, w okręgu Dolj, w gminie Argetoaia. W 2011 roku liczyła 1562 mieszkańców.